# David Cunliffe-Lister
Pour les articles homonymes, voir Cunliffe et Lister (homonymie).
David Yarburgh Cunliffe-Lister (21 mars 1937 – 26 mars 2006) est un pair et un homme politique britannique.

## Famille
David Cunliffe-Lister est le fils deJohn Yarburgh Cunliffe-Lister et de son épouse Anne Irvine Medlicott. Son père est mort en 1943 des blessures subies pendant la Seconde Guerre mondiale. Il fait ses études au Winchester College et au Royal Agricultural College de Cirencester.
Son grand-père, Philip Cunliffe-Lister, créé vicomte Swinton en 1935 et comte de Swinton en 1955, a été député et vétéran de 11 cabinets conservateurs. Son arrière-grand-père Samuel Lister, est le fondateur de Lister's Mill à Bradford. Avant la nationalisation de l'industrie du charbon, la famille est propriétaire de la mine de Featherstone et David n'a jamais oublié ses liens avec la région, étant un fervent supporter, ainsi que président du Featherstone Rovers Rugby League Football Club et Rugby League Club.
Cunliffe-Lister devient 2e comte de Swinton à la mort de son grand-père en 1972 et est whip en chef adjoint à la Chambre des lords sous Margaret Thatcher de 1982 à 1986. Il est également porte-parole du gouvernement sur l'agriculture et l'éducation de 1983 à 1986. Il quitte la Chambre des lords à la suite du House of Lords Act 1999. Lord Swinton est membre du conseil du Nord du Yorkshire et de son successeur, North Yorkshire County Council. Il est également magistrat et lieutenant adjoint du North Yorkshire. Il est également ancien membre de la Countryside Commission et directeur de la Leeds Permanent Building Society.

## Mariage et enfants
En 1959, il épouse Susan Cunliffe-Lister qui est créée pair à vie en 1970 comme baronne Masham de Ilton. Lui et sa femme sont l'un des rares couples à détenir tous deux des titres nobles à part entière. Ils ont adopté deux enfants, Claire et Jessie.
Malade pendant les 10 dernières années de sa vie, Swinton subit un accident vasculaire cérébral et est handicapé par ses effets et ceux de la maladie de Parkinson. Il souffre également de diabète et éventuellement d'un cancer. Il est décédé 5 jours après son 69e anniversaire. Ses funérailles ont lieu à l'église St Mary, Masham, le 6 avril 2006. Comme les enfants adoptés n'étaient pas autorisés à hériter des titres, il est remplacé dans le comté et la vicomté par son frère cadet Nicholas Cunliffe-Lister, 3e comte de Swinton.